# Pustułka amerykańska
Pustułka amerykańska (Falco sparverius) – gatunek ptaka drapieżnego z rodziny sokołowatych (Falconidae). Zamieszkuje Amerykę Północną (poza jej północną częścią) i Amerykę Południową (poza Amazonią). Ptaki z północy zasięgu (Kanada, północne USA) na zimę migrują na południe.

## Podgatunki i zasięg występowania
Wyróżniono kilkanaście podgatunków F. sparverius:
- Falco sparverius sparverius Linnaeus, 1758 – Alaska i Kanada przez USA do zachodniego Meksyku.
- Falco sparverius paulus (Howe & L. King, 1902) – południowo-wschodnie USA.
- Falco sparverius peninsularis Mearns, 1892 – północno-zachodni Meksyk.
- Falco sparverius tropicalis (Griscom, 1930) – południowy Meksyk do północnego Hondurasu.
- Falco sparverius nicaraguensis T. R. Howell, 1965 – północno-zachodni Honduras, Nikaragua.
- Falco sparverius sparverioides Vigors, 1827 – Bahamy, Kuba.
- Falco sparverius dominicensis J. F. Gmelin, 1788 – Hispaniola.
- Falco sparverius caribaearum J. F. Gmelin, 1788 – Portoryko do Grenady (Karaiby).
- Falco sparverius brevipennis (Berlepsch, 1892) – Aruba, Curaçao, Bonaire (Antyle Holenderskie).
- Falco sparverius isabellinus Swainson, 1838  – wschodnia Wenezuela, Gujana, północna Brazylia.
- Falco sparverius ochraceus (Cory, 1915) – wschodnia Kolumbia, północno-zachodnia Wenezuela.
- Falco sparverius caucae (Chapman, 1915) – zachodnia Kolumbia.
- Falco sparverius aequatorialis Mearns, 1892 – północny Ekwador.
- Falco sparverius peruvianus (Cory, 1915) – południowo-zachodni Ekwador, Peru, północne Chile.
- Falco sparverius cinnamominus Swainson, 1838 – południowo-wschodnie Peru do Paragwaju, południowo-wschodnia Brazylia (Rio Grande do Sul) do Ziemi Ognistej.
- Falco sparverius fernandensis (Chapman, 1915) – wyspy Alejandro Selkirk i Juan Fernández (Chile).
- Falco sparverius cearae (Cory, 1915) – południowa Brazylia.

## Morfologia
Długość ciała: 22–31 cm, rozpiętość skrzydeł 51–61 cm. Masa ciała 80–165 g.
Samiec ma wierzch ciała rdzawy, kuper w czarne prążki, skrzydła niebieskoszare, lotki czarne z białymi plamkami; ogon zakończony białymi oraz czarnymi paskami. Czoło i brwi niebieskoszare, gardło i maska białe, z dwiema czarnymi plamami; na potylicy również widoczne dwie czarne plamy. Spód ciała cynamonowy, z czarnymi plamkami. Samica ma rdzawe skrzydła, a na grzbiecie, ogonie oraz spodzie ciała czarne prążki.

## Środowisko
Różne rodzaje biotopów od pustyń po łąki, górskie łąki, pola uprawne, obrzeża lasów i polany, występuje nawet w miastach. Często widywana wzdłuż dróg na drutach linii wysokiego napięcia, na otwartych terenach z niewysoką roślinnością i niewielką liczbą drzew.

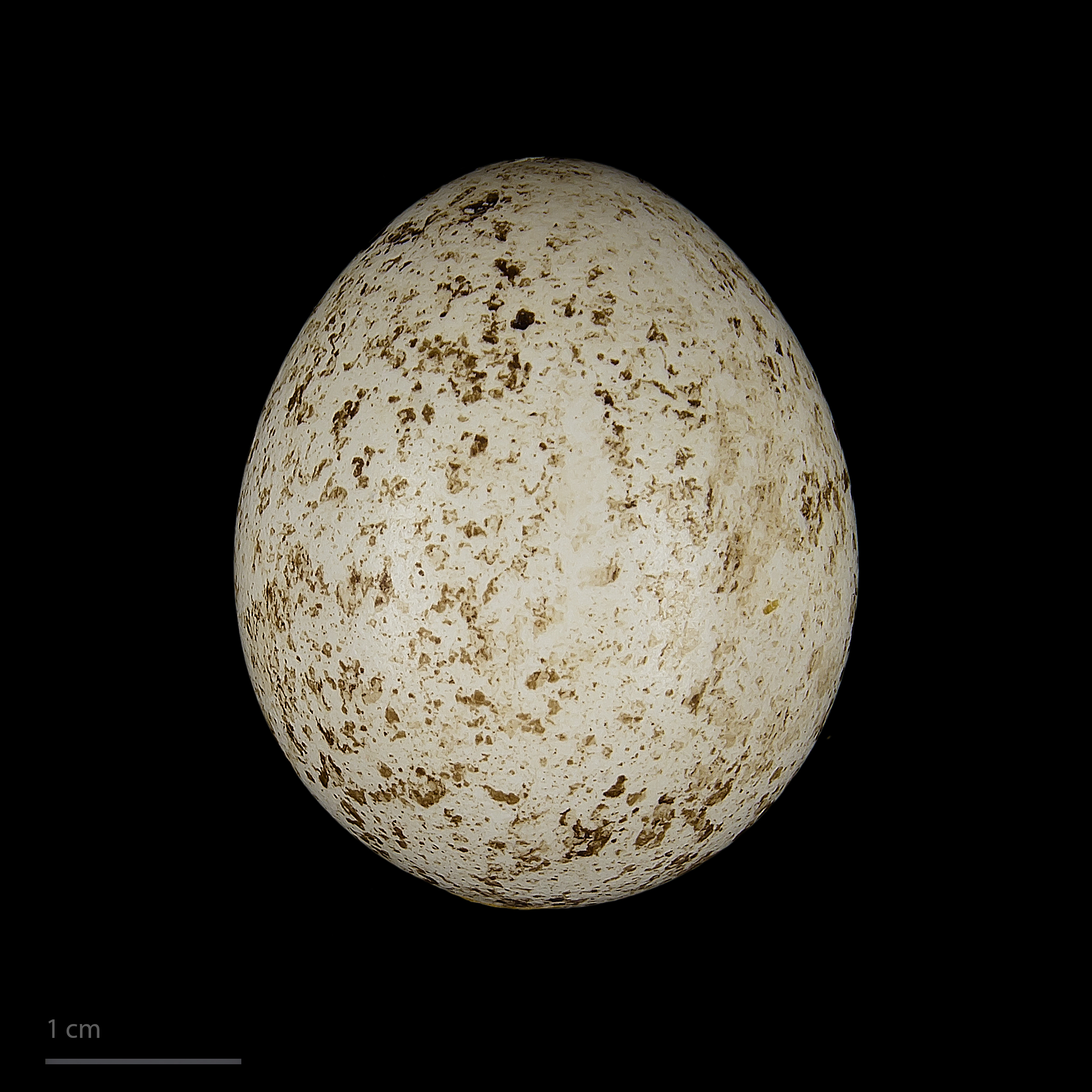
Jajo pustułki amerykańskiej

## Rozród
Gniazda zakłada w szczelinach drzew, zwłaszcza dziuplach wykutych przez dzięcioły, w zagłębieniach w klifach, na słupach telefonicznych i ogrodzeniowych, budynkach, w budkach lęgowych, rzadko w starych gniazdach innych ptaków drapieżnych lub krukowatych. To samo miejsce lęgowe może być wykorzystywane w kolejnych latach. W lęgu 4–6 jaj, rzadko 2–7 (2–4 w Indiach Zachodnich i niższych szerokościach geograficznych). Jaja są białe do bladobrązowych, gęsto upstrzone jasnobrązowymi, czerwonawobrązowymi lub szarymi plamami. Okres inkubacji trwa 29–30 dni, a wysiaduje głównie samica. Pisklęta uzyskują zdolność lotu po około 28–31 dniach od wyklucia.

## Status
Międzynarodowa Unia Ochrony Przyrody (IUCN) uznaje pustułkę amerykańską za gatunek najmniejszej troski (LC – least concern) nieprzerwanie od 1988 roku. Liczebność światowej populacji lęgowej szacuje się na 9,2 milionów osobników. Trend liczebności populacji uznaje się obecnie za stabilny, choć np. populacja w USA i Kanadzie spadła w latach 1966–2017 łącznie o 51%.